# Stictonectes escheri
Stictonectes escheri é uma espécie de insetos coleópteros pertencente à família Dytiscidae.
A autoridade científica da espécie é Aube, tendo sido descrita no ano de 1838.
Trata-se de uma espécie presente no território português.